# Chlodwig zu Hohenlohe-Schillingsfürst
Chlodwig Carl Viktor, furste av Hohenlohe-Schillingsfürst, furste av Ratibor och Corvey, född 31 mars 1819 i Rotenburg an der Fulda i Tyska förbundet, död 6 juli 1901 i Bad Ragaz i Schweiz, var en tysk furste, diplomat och statsman samt Tysklands rikskansler mellan 1894 och 1900.

## Biografi
Hohenlohe föddes i Rotenburg an der Fulda 1819 som son till furst Franz-Joseph zu Hohenlohe-Schillingsfürst (1787–1841) och dennes gemål furstinnan Konstanze av Hohenlohe-Langenburg (1792–1847) och han fick en katolsk uppfostran. Hohenlohe fick först tjänst i den preussiska diplomatkåren, men efter hans fars död 1841, då Hohenlohe blev regerande furste av Schillingsfürst, fick han resa hem för att ta plats i det bayerska riksrådet.
Politiskt var Hohenlohe liberal och trodde starkt på idén om ett förenat Tyskland och fick som kungen av Bayerns rådgivare en inflytelserik position där han kunde påverka kungen. Hohenlohe gjorde under åren i det bayerska riksrådet många resor, till bland annat Italien och England och vistades ofta i Berlin varigenom han kom att bli en viktig person i europeisk politik. Under sina resor skaffade sig Hohenlohe något av en anti-kyrklig inställning; något som senare skulle färga av sig på hans politik i riksdagen, då han starkt stödde Bismarcks anti-påvliga hållning i den så kallade Kulturkampf.
Vid det tysk-österrikiska krigets utbrott i juni 1866 stödde Hohenlohe Preussen och ville att Bayern skulle ha en nära hållning till preussarna; något som även den bayerske kungen Ludvig II i sinom tid övertygades om. Därpå Hohenlohe utnämndes till ministerpresident i det bayerska riksrådet senare samma år. Som bayersk ministerpresident strävade Hohenlohe efter att ena de sydtyska staterna i ett förbund, precis som Otto Bismarck hade gjort med de nordtyska (Nordtyska förbundet). 
Eftersom Hohenlohe var en inflytelserik förespråkare för ett förenat Tyskland utnämndes han till vice talman i riksdagen 1871. År 1874 blev Hohenlohe Tysklands ambassadör i Paris, en viktig politisk post, på vilken han kvarblev till 1885. Under de kommande åren skulle han fortsätta att beklä på höga poster inom den tyska diplomatin, bland annat som tillförordnad utrikesminister.
År 1885 utnämndes Hohenlohe till guvernör över Elsass-Lothringen, det område som hade erövrats från Frankrike i samband med fransk-tyska kriget 1870–1871. Han fortsatte som guvernör till 1894, då han av kejsaren utnämndes till Tysklands rikskansler efter Leo von Caprivi. Hohenlohe accepterade uppdraget trots sin höga ålder (75 år). Hohenlohe skulle dock komma att bli ganska obemärkt som rikskansler. Han gjorde få framträdanden i riksdagen och offentligt under sin tid som kansler och avgick i oktober år 1900 av hälsoskäl. Hohenlohe avled sommaren därpå.